# 219 Thusnelda
219 Thusnelda je  asteroid glavnog pojasa. Spada u klasu asteroida S-tipa, što znači da je po sastavu mješavina silikata i metala (uglavnom željeza i nikla). Ima relativno veliki albedo.
Asteroid je 30. rujna 1880. iz Pule otkrio Johann Palisa, a nazvao ga je po Thusneldi, ženi germanskog ratnika Arminija.
… | 218 Bianca | 219 Thusnelda | 220 Stephania | …